# Mohammad Reza Zahedi
Pour les articles homonymes, voir Zahedi.
Mohammad Reza Zahedi (en persan : محمدرضا زاهدی, né le 2 novembre 1960 et mort le 1er avril 2024), est un officier militaire iranien du Corps des gardiens de la révolution islamique (CGRI). Il commande la force aérospatiale du CGRI de 2005 à 2006 et les forces terrestres de 2008 à 2008. À sa mort, il est le commandant de la force Al-Qods au Liban et en Syrie. Cette unité est désignée comme organisation terroriste par Israël, le Canada, les États-Unis, l'Arabie saoudite et Bahreïn.
Il est tué par une frappe aérienne israélienne menée par un chasseur F-35 à Damas en représailles au soutien Iranien au Hamas. Au moment de sa mort, il avait participé à la coordination des activités d'organisations militantes soutenues par l'Iran, telles que le Hezbollah et le Hamas, contre Israël. Selon The Guardian, Zahedi était très probablement une figure essentielle dans les relations entre l'Iran, le Hezbollah et le président syrien Bachar el-Assad.

## Assassinat

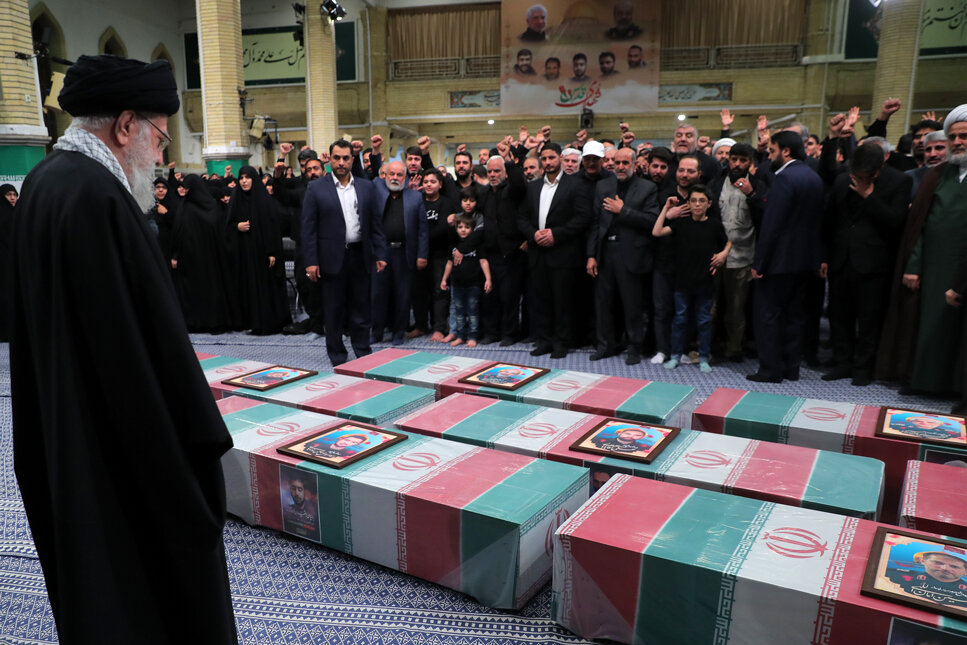
Le Guide suprême de la Révolution islamique, l’imam Khamenei, dirigeant la prière funéraire pour les sept martyrs tués lors de l’attaque de l’armée de l’air israélienne contre le consulat iranien à Damas. Le général de division Mohammad Reza Zahedi, le général de brigade Muhammad Hadi Haji-Rahimi, Hossein Amanollahi, Sayyid Mahdi Jaladati, Mohsen Sedaqat, Ali Agha Babaei et Sayyid Ali Salehi Roozbahani étaient présentes à la cérémonie.

Le 1er avril 2024, Zahedi est tué par une frappe aérienne israélienne qui vise un bâtiment annexe de l'ambassade iranienne à Damas, la capitale syrienne. Entre cinq et sept personnes sont tuées dans cette frappe, selon l'ambassadeur iranien Hossein Akbari. La frappe provoque des « destructions massives » du bâtiment du consulat ainsi que des dégâts aux bâtiments voisins, selon le média d'État syrien. Il s'agit du plus haut officier du CGRI tué depuis l’assassinat de Qassem Soleimani par les États-Unis en janvier 2020.
Lors de l'enterrement de Mohammad Reza Zahedi, le conseil de la coalition des forces de la révolution islamique révèle que celui-ci a joué un « rôle crucial » dans la préparation et la mise en œuvre de l'attaque du Hamas d'octobre 2023, qui avait causé la mort d'environ 1 200 israéliens,.